# Christopher Greene
Pour les articles homonymes, voir Greene.
Christopher Greene, né le 12 mai 1737 à Warwick et mort le 13 ou 14 mai 1781 dans le comté de Westchester, est un colonel américain qui a servi dans la guerre d'indépendance des États-Unis.
Il est notamment connu pour sa participation à la bataille de Red Bank et pour le commandement du 1er Régiment de Rhode Island — premier régiment d'Afro-Américains. Néanmoins, il a aussi participé à la bataille de Québec et la bataille de Rhode Island.
Il est de la famille du général Nathanael Greene, du gouverneur de Rhode Island William Greene et du pionnier Griffin Greene.
Il a été assassiné le 13 ou 14 mai 1781 par des Loyalistes probablement pour avoir commandé des soldats noirs contre à la Couronne britannique.